# Sanford Dole

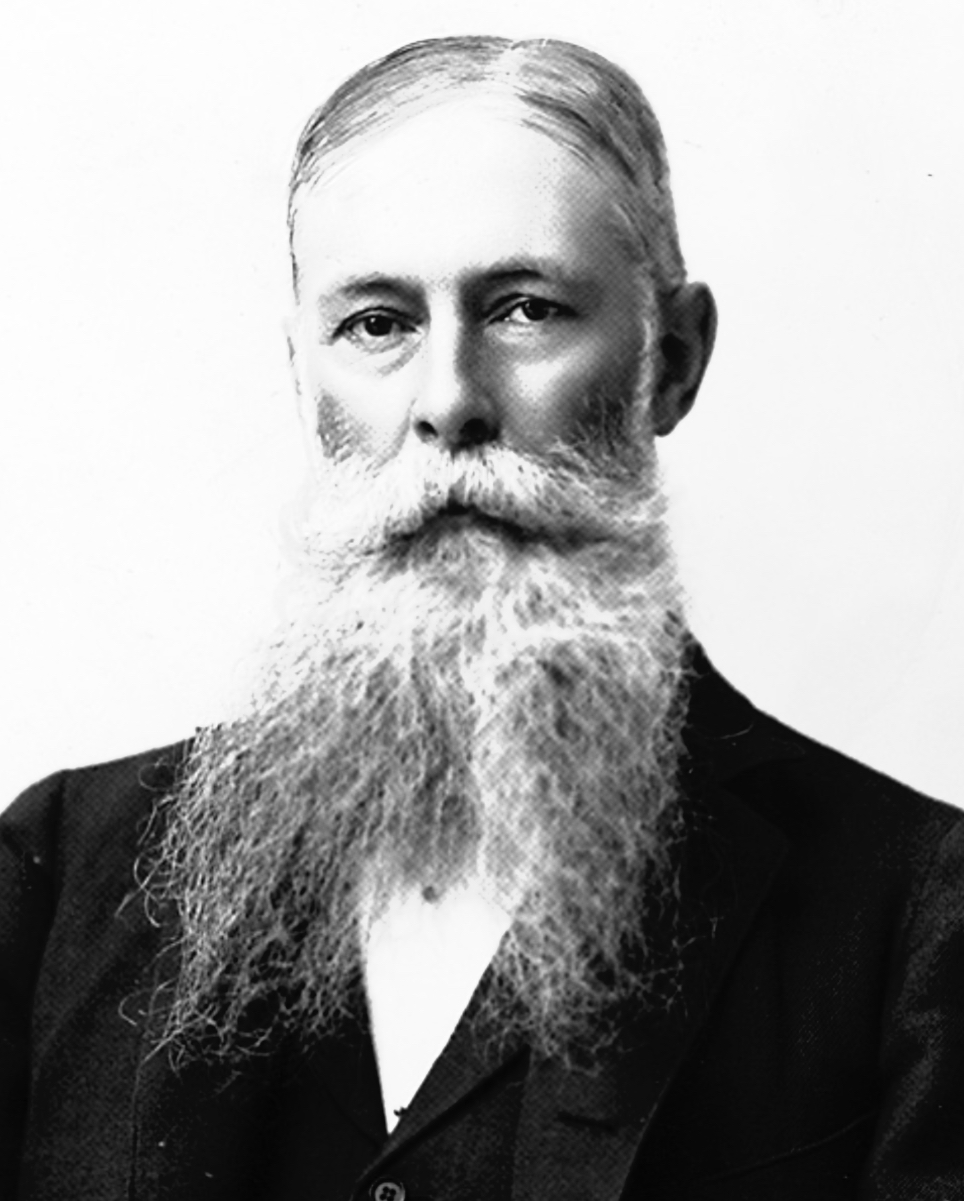
Sanford Dole

Sanford Ballard Dole (* 23. April 1844 in Honolulu, Königreich Hawaiʻi; † 9. Juni 1926 Honolulu, Hawaii-Territorium) war ein hawaiischer Politiker und Jurist. Er war im Laufe seines Lebens sowohl Präsident der Provisorischen Regierung von Hawaii, Präsident der Republik Hawaii sowie erster Gouverneur des Hawaii-Territoriums. Zudem war er auch Richter am hawaiischen Bundesbezirksgericht.

## Leben
Sanford Dole entstammt einer Familie weißer protestantischer Missionare, die aus Neuengland eingewandert war. Sein Vetter war der Ananas-Magnat James Dole, welcher später der Familie nachfolgte und auch nach Hawaii auswanderte. Sanford Dole gehörte daher der wohlhabenden wie elitären Gemeinschaft der Einwanderer an, die auf Hawaii eine hervorgehobene politische Rolle spielte. Als erfolgreicher Rechtsanwalt und Freund sowohl von König Kalākaua wie auch Königin Liliʻuokalani verfolgte und förderte er allerdings das Ziel einer Verwestlichung der hawaiischen Kultur und Gesellschaft.
Sanford Dole beteiligte sich im Jahr 1887 an einem Umsturz von Geschäftsleuten und Plantagenbesitzern, der König Kalākaua zwang, die von Lorrin Thurston verfasste Bayonet Constitution als neue Verfassung Hawaiis anzuerkennen. Sie führte zum Verlust des Wahlrechts aller asiatischen Bewohner. Bei den Ureinwohnern Hawaiis war das Wahlrecht nun an ein bestimmtes Einkommen und Vermögen geknüpft, was den Kreis dieser Wähler einschränkte. Faktisch verlagerte sich hierdurch der politische Einfluss auf die eingewanderten Europäer. Außerdem beschränkte diese Verfassung die Macht des Monarchen und übertrug sie dem Kronrat, dem königlichen Kabinett. Sanford Dole selbst wurde in der Folge von König Kalākaua zu einem der drei Richter am Höchsten Gericht des Königreichs Hawaii ernannt.
Nachdem Königin Liliʻuokalani vergeblich versucht hatte, die durch die Verfassung von 1887 eingeführten Änderungen zu revidieren, übernahm am 17. Januar 1893 ein sogenanntes Committee of Safety (dt. Sicherheitskomitee) die Macht im Königreich. Am folgenden 17. Juli 1893 wurde der von US-Präsident Grover Cleveland in Auftrag gegebene Blount Report veröffentlicht, der die Ereignisse vom Januar des Jahres bewertete. Dieser kam zu dem Schluss, dass die Machtübernahme des Committee of Safety unrechtmäßig war.
Noch am selben Tag wurde daher die  Provisorische Regierung von Hawaii  gebildet, welche die Regierungsgewalt über das Land übernahm. Die Präsidentschaft dieser Provisorischen Regierung, der auch viele Mitglieder des alten Committee of Safety angehörten, übernahm Sanford Dole widerstrebend. Faktisch beendete dies die Existenz des Königreichs Hawaii. Die Mitglieder der Provisorischen Regierung hofften ursprünglich auf einen schnellen Anschluss Hawaiis an die Vereinigten Staaten. Grover Cleveland indes forderte die Wiedereinsetzung von Königin Liliʻuokalani im Gegenzug für eine Amnestierung aller am Umsturz vom Januar 1893 Beteiligten. Da die Königin die Amnestie nicht gewähren wollte, lehnte die Provisorische Regierung unter Sanford Dole ihrerseits auch ihre Wiedereinsetzung ab. Daraufhin wurde eine weitere Untersuchung der Ereignisse vom Januar 1893 in Auftrag gegeben. Der am 26. Februar 1894 veröffentlichte Morgan Report kam nunmehr zu dem Ergebnis, dass der Umsturz doch legitim war. Dies führte dazu, dass nun von der Provisorischen Regierung eine verfassunggebende Versammlung einberufen wurde. Am 4. Juli 1894 wurde schließlich die Republik Hawaii ausgerufen, deren erster und einziger Präsident Sanford Dole wurde.
Als Präsident von Hawaii verfolgte Sanford Dole weiterhin das politische Ziel des Anschlusses von Hawaii an die Vereinigten Staaten von Amerika und leitete entsprechende Vorbereitungen in die Wege. Während seiner Amtszeit musste er zudem mehrere Versuche abwehren, die auf die Restauration der Monarchie zielten – darunter die bewaffnete Wilcox Rebellion 1895. Sanford Dole erreichte schließlich sein Ziel mit der Newlands Resolution, die am 7. Juli 1898 von den USA ratifiziert wurde und am folgenden 18. August zur formalen Abtretung der Macht führte.
Ab dem 14. Juni 1900 wurde Hawaii nach Verabschiedung des Organic Act zu einem US-Territorium, als dessen erster Gouverneur wiederum Sanford Dole berufen wurde. Von diesem Amt trat er allerdings bereits 1903 wieder zurück, um eine Position als Richter am Bundesbezirksgericht von Hawaii zu übernehmen. Dort war er bis 1915 tätig.
Am 9. Juni 1926 starb Sanford Dole nach einer Reihe von Herzanfällen. Ihm zu Ehren wurde 1956 eine Schule auf Hawaii nach ihm benannt.